# Нью-Йоркський філармонічний оркестр
40°46′22″ пн. ш. 73°58′59″ зх. д. / 40.77275278° пн. ш. 73.98303056° зх. д.

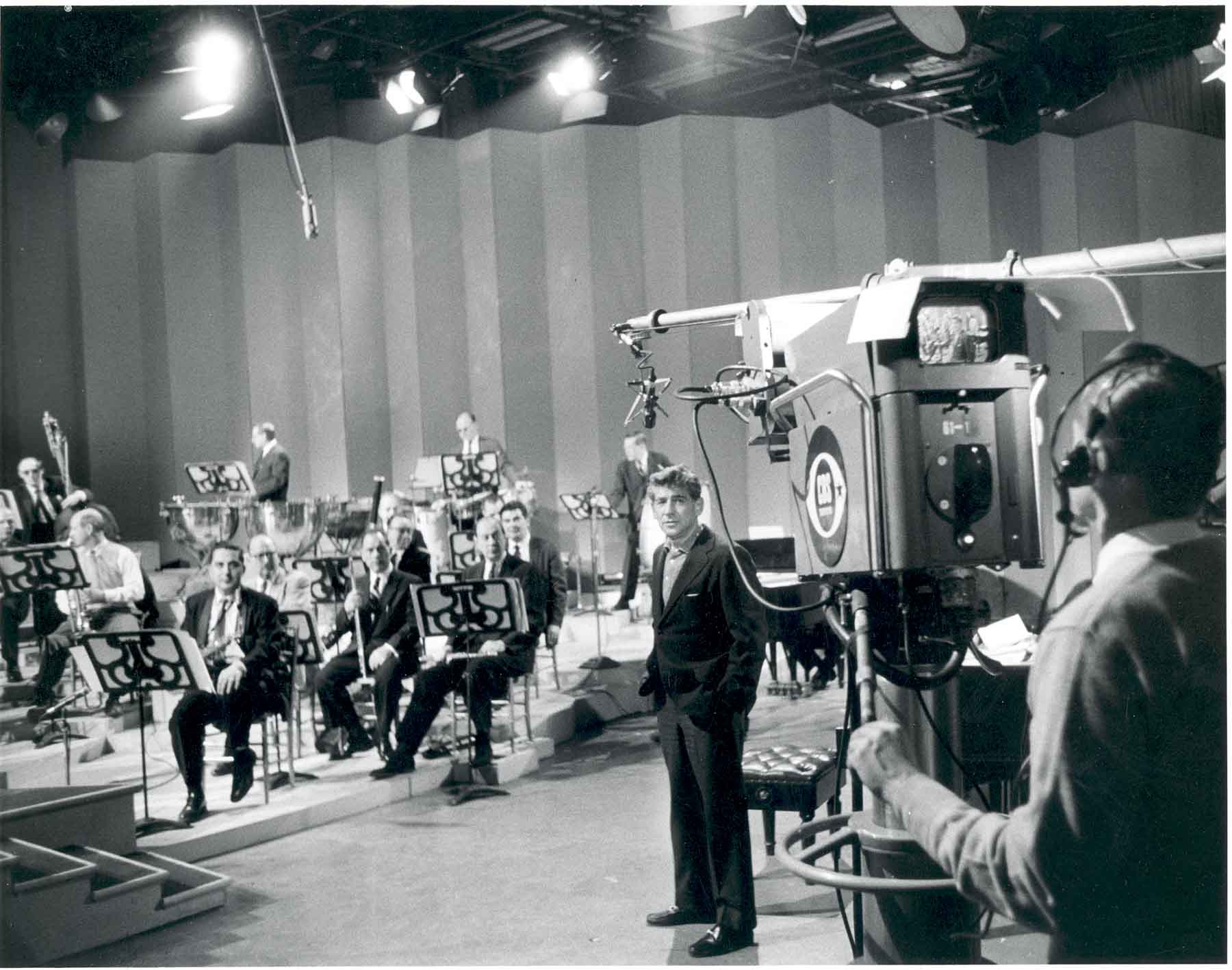
Нью-Йоркський філармонійний оркестр під орудою Леонарда Бернстайна (близько 1958)

Нью-Йоркський філармонійний оркестр (англ. New York Philharmonic) — один із найстарших і найбільших симфонічних оркестрів США. Заснований 1842 року в Нью-Йорку.
Важливою подією в історії оркестру стало заснування американськими меценатами у 1909 році гарантійного комітету, що дозволило значно збільшити кількість виступів оркестру, а також запросити на посаду головного диригента Густава Малера, який замінив російського диригента Василя Сафонова. Пізніше оркестр очолювали такі відомі диригенти ,як Артуро Тосканіні, Бруно Вальтер, Леопольд Стоковський, Леонард Бернстайн, П'єр Булез, Зубін Мета, Курт Мазур, а з 2002 року оркестр очолює Лорін Мазель.